# Pane integrale
Il pane integrale è quello fatto con grandi quantità di farina integrale, solitamente di grano. 

## Descrizione
Se il pane integrale viene preparato usando farine integrali con germe di grano grezzo al posto di quelle con grano tostato, che hanno invece un livello di glutatione più basso, esso risulterà meno voluminoso. Il colore marrone del pane integrale è dovuto ai processi di cottura in forno che causano delle reazioni chimiche quali la reazione di Maillard. A volte il pane integrale assume una colorazione scura a causa dell'aggiunta di ingredienti di colore scuro, tra cui la melassa e il caffè. Esistono alcune tipologie di pane integrale tradizionale come il soda bread irlandese e il Borodinskij russo.